# Xie Zhongbo
Xie Zhongbo (en chino: 谢中博; 22 de mayo de 1983) es un deportista chino que compitió en bádminton, en la modalidad de dobles mixto.
Ganó dos medallas en el Campeonato Mundial de Bádminton, plata en 2005 y bronce en 2007.

## Palmarés internacional
| Campeonato Mundial | Campeonato Mundial       | Campeonato Mundial | Campeonato Mundial |
| Año                | Lugar                    | Medalla            | Prueba             |
| ------------------ | ------------------------ | ------------------ | ------------------ |
| 2005               | Anaheim (Estados Unidos) | Medalla de plata   | Dobles mixto       |
| 2007               | Kuala Lumpur (Malasia)   | Medalla de bronce  | Dobles mixto       |